# Marie Fjodorovna Nagaja
Marie Fjodorovna Nagaja (rusky Мария Фёдоровна Нагая), (1553 – 1608/1610/1611) byla v letech 1580/1581–1584 ruská carevna, sedmá a poslední manželka ruského cara Ivana IV. Hrozného.

## Život
Jejím otcem byl dvorský hodnostář Fjodor Fjodorovič Nagoj, strýcem pak Afanasij Nagoj, ruský vyslanec na Krymu, diplomat a blízký carův důvěrník, což sehrálo při vzniku manželství významnou roli.
Marie se za cara Ivana provdala v roce 1580 nebo 1581 a záhy porodila syna Dmitrije. Po carově smrti v roce 1584 byla se synem i bratry vykázána do exilu v Ugliči. Tam také v roce 1591 zemřel její syn. Později byli její bratři uvězněni a Marie skončila v klášteře, kde přijala jméno Marfa.
V roce 1605 zemřel car Boris Godunov a novým carem byl jmenován Lžidimitrij I., kterého Marie Fjodorovna po návratu do Moskvy označila za svého syna. Když byl Lžidimitrij o rok později zavražděn, tak toto tvrzení zase odvolala. V roce 1606 se do Moskvy vrátily i ostatky jejího syna.
Různé prameny uvádějí různá data úmrtí Marie Fjodorovny – 1608, 1610 nebo 1612.